# Pallavolo ai XVII Giochi asiatici - Torneo femminile
La pallavolo femminile ai XVII Giochi asiatici si è svolta dal 20 settembre al 2 ottobre 2014 ad Ansan e Incheon, in Corea del Sud, durante i XVII Giochi asiatici: al torneo hanno partecipato nove squadre nazionali asiatiche e la vittoria finale è andata per la seconda volta alla Corea del Sud.

## Impianti
|                                                                           |                                                                     |  |
|                                                                           |                                                                     |  |
| Ansan Sangroksu Gymnasium Città: Ansan Capienza: 2 865 Anno d'apertura: - | Songnim Gymnasium Città: Incheon Capienza: 5 009 Anno d'apertura: - |  |

## Regolamento
Le squadre hanno disputato una fase a gironi con formula del girone all'italiana; al termine della prima fase:
- Tutte le squadre hanno acceduto alla fase finale per il primo posto strutturata in ottavi di finale (a cui hanno partecipato solo la quarta classificata del girone A e la quinta classificata del girone B: la sconfitta si è classificata al nono posto), quarti di finale, semifinali, finale per il terzo posto e finale.
- Le quattro sconfitte ai quarti di finale della fase finale per il primo posto hanno acceduto alla fase finale per il quinto posto strutturata in semifinali, finale per il settimo posto e finale per il quinto posto.

## Squadre partecipanti
| Squadra       | Qualificazione      | Ultima partecipazione |
| ------------- | ------------------- | --------------------- |
| Cina          | -                   | Canton 2010           |
| Corea del Sud | Paese organizzatore | Canton 2010           |
| Giappone      | -                   | Canton 2010           |
| Hong Kong     | -                   | Bangkok 1978          |
| India         | -                   | Canton 2010           |
| Kazakistan    | -                   | Canton 2010           |
| Maldive       | -                   | Canton 2010           |
| Taipei cinese | -                   | Canton 2010           |
| Thailandia    | -                   | Canton 2010           |

## Torneo

### Fase a gironi
| Girone A      | Girone B      |
| ------------- | ------------- |
| Corea del Sud | Cina          |
| Giappone      | Hong Kong     |
| India         | Kazakistan    |
| Thailandia    | Maldive       |
| -             | Taipei cinese |

#### Girone A

##### Risultati
| 20 settembre 2014 Songnim Gymnasium, Incheon Durata: 1h:03 - Spettatori: ?       | Corea del Sud | 3 - 0 | India      | 25-5, 25-12, 25-13         |
| 21 settembre 2014 Songnim Gymnasium, Incheon Durata: 1h:53 - Spettatori: ?       | Thailandia    | 3 - 1 | Giappone   | 25-27, 25-18, 25-19, 25-21 |
| 22 settembre 2014 Ansan Sangroksu Gymnasium, Ansan Durata: 1h:02 - Spettatori: ? | India         | 0 - 3 | Giappone   | 6-25, 11-25, 12-25         |
| 23 settembre 2014 Songnim Gymnasium, Incheon Durata: 1h:25 - Spettatori: ?       | Corea del Sud | 3 - 0 | Thailandia | 25-21, 25-20, 25-21        |
| 24 settembre 2014 Ansan Sangroksu Gymnasium, Ansan Durata: 1h:08 - Spettatori: ? | Thailandia    | 3 - 0 | India      | 25-19, 25-12, 25-11        |
| 25 settembre 2014 Ansan Sangroksu Gymnasium, Ansan Durata: 1h:18 - Spettatori: ? | Corea del Sud | 3 - 0 | Giappone   | 25-17, 25-16, 25-18        |

##### Classifica
| Pos | Squadra       | Pt | G | V | P | SV | SP | Ratio | PF  | PS  | Ratio |
| --- | ------------- | -- | - | - | - | -- | -- | ----- | --- | --- | ----- |
| 1   | Corea del Sud | 9  | 3 | 3 | 0 | 9  | 0  | MAX   | 225 | 143 | 1.573 |
| 2   | Thailandia    | 6  | 3 | 2 | 1 | 6  | 4  | 1.500 | 237 | 202 | 1.173 |
| 3   | Giappone      | 3  | 3 | 1 | 2 | 4  | 6  | 0.667 | 211 | 204 | 1.034 |
| 4   | India         | 0  | 3 | 0 | 3 | 0  | 9  | 0.000 | 101 | 225 | 0.449 |

#### Girone B

##### Risultati
| 20 settembre 2014 Ansan Sangroksu Gymnasium, Ansan Durata: 1h:08 - Spettatori: ? | Taipei cinese | 3 - 0 | Hong Kong     | 25-10, 25-12, 25-19        |
| 21 settembre 2014 Songnim Gymnasium, Incheon Durata: 1h:08 - Spettatori: ?       | Kazakistan    | 0 - 3 | Cina          | 14-25, 11-25, 14-25        |
| 22 settembre 2014 Ansan Sangroksu Gymnasium, Ansan Durata: 1h:48 - Spettatori: ? | Hong Kong     | 1 - 3 | Kazakistan    | 25-23, 17-25, 16-25, 22-25 |
| 22 settembre 2014 Ansan Sangroksu Gymnasium, Ansan Durata: 0h:53 - Spettatori: ? | Maldive       | 0 - 3 | Taipei cinese | 3-25, 11-25, 7-25          |
| 23 settembre 2014 Songnim Gymnasium, Incheon Durata: 1h:01 - Spettatori: ?       | Cina          | 3 - 0 | Hong Kong     | 25-10, 25-12, 25-7         |
| 23 settembre 2014 Songnim Gymnasium, Incheon Durata: 0h:59 - Spettatori: ?       | Kazakistan    | 3 - 0 | Maldive       | 25-6, 25-10, 25-10         |
| 24 settembre 2014 Ansan Sangroksu Gymnasium, Ansan Durata: 0h:54 - Spettatori: ? | Maldive       | 0 - 3 | Cina          | 7-25, 7-25, 6-25           |
| 24 settembre 2014 Ansan Sangroksu Gymnasium, Ansan Durata: 1h:13 - Spettatori: ? | Taipei cinese | 3 - 0 | Kazakistan    | 25-17, 25-14, 25-18        |
| 25 settembre 2014 Ansan Sangroksu Gymnasium, Ansan Durata: 1h:21 - Spettatori: ? | Cina          | 3 - 0 | Taipei cinese | 25-17, 26-24, 25-22        |
| 25 settembre 2014 Ansan Sangroksu Gymnasium, Ansan Durata: 1h:00 - Spettatori: ? | Hong Kong     | 3 - 0 | Maldive       | 25-5, 25-11, 25-10         |

##### Classifica
| Pos | Squadra       | Pt | G | V | P | SV | SP | Ratio | PF  | PS  | Ratio |
| --- | ------------- | -- | - | - | - | -- | -- | ----- | --- | --- | ----- |
| 1   | Cina          | 12 | 4 | 4 | 0 | 12 | 0  | MAX   | 301 | 151 | 1.993 |
| 2   | Taipei cinese | 9  | 4 | 3 | 1 | 9  | 3  | 3.000 | 288 | 187 | 1.540 |
| 3   | Kazakistan    | 6  | 4 | 2 | 2 | 6  | 7  | 0.857 | 261 | 256 | 1.020 |
| 4   | Hong Kong     | 3  | 4 | 1 | 3 | 4  | 9  | 0.444 | 225 | 274 | 0.821 |
| 5   | Maldive       | 0  | 4 | 0 | 4 | 0  | 12 | 0.000 | 93  | 300 | 0.310 |

### Finali 1º e 3º posto
|  | Playoff       | Playoff    |       |            | Quarti di finale | Quarti di finale |          |                 | Semifinali      | Semifinali |  |  | Finale | Finale |
|  |               |            |       |            |                  |                  |          |                 |                 |            |  |  |        |        |
|  |               |            |       |            |                  |                  |          |                 |                 |            |  |  |        |        |
|  |               |            |       |            |                  |                  |          |                 |                 |            |  |  |        |        |
|  | Corea del Sud | 3          |       |            |                  |                  |          |                 |                 |            |  |  |        |        |
|  | Corea del Sud | 3          | -     | -          |                  |                  |          |                 |                 |            |  |  |        |        |
|  |               | Hong Kong  | -     | -          | 0                |                  |          |                 |                 |            |  |  |        |        |
|  | -             | Hong Kong  | -     |            | 0                | Corea del Sud    | 3        |                 |                 |            |  |  |        |        |
|  | -             |            | -     |            |                  | Corea del Sud    | 3        |                 |                 |            |  |  |        |        |
|  |               |            |       | Giappone   | 0                |                  |          |                 |                 |            |  |  |        |        |
|  | Taipei cinese | 0          |       | Giappone   | 0                |                  |          |                 |                 |            |  |  |        |        |
|  | Taipei cinese | 0          | -     | -          |                  |                  |          |                 |                 |            |  |  |        |        |
|  |               | Giappone   | -     | -          | 3                |                  |          |                 |                 |            |  |  |        |        |
|  | -             | Giappone   | -     |            | 3                | Corea del Sud    | 3        |                 |                 |            |  |  |        |        |
|  | -             |            | -     |            |                  | Corea del Sud    | 3        |                 |                 |            |  |  |        |        |
|  |               |            |       | Cina       | 0                |                  |          |                 |                 |            |  |  |        |        |
|  | Cina          | 3          |       | Cina       | 0                |                  |          |                 |                 |            |  |  |        |        |
|  | Cina          | 3          | India | 3          |                  |                  |          |                 |                 |            |  |  |        |        |
|  |               | India      | India | 3          | 0                |                  |          |                 |                 |            |  |  |        |        |
|  | Maldive       | India      | 0     |            | 0                | Cina             | 3        | Finale 3º posto | Finale 3º posto |            |  |  |        |        |
|  | Maldive       |            | 0     |            |                  | Cina             | 3        | Finale 3º posto | Finale 3º posto |            |  |  |        |        |
|  |               |            |       | Thailandia | 1                |                  |          |                 |                 |            |  |  |        |        |
|  | Thailandia    | 3          |       | Thailandia | 1                |                  |          |                 |                 |            |  |  |        |        |
|  | Thailandia    | 3          | -     | -          |                  |                  | Giappone | 0               |                 |            |  |  |        |        |
|  |               | Kazakistan | -     | -          | 0                |                  | Giappone | 0               |                 |            |  |  |        |        |
|  | -             | Kazakistan | -     |            | 0                | Thailandia       | 3        |                 |                 |            |  |  |        |        |
|  | -             |            | -     |            |                  | Thailandia       | 3        |                 |                 |            |  |  |        |        |

#### Ottavi di finale
| 28 settembre 2014 Ansan Sangroksu Gymnasium, Ansan Durata: 1h:00 - Spettatori: 280 | India | 3 - 0 | Maldive | 25-12, 25-7, 25-11 |

#### Quarti di finale
| 27 settembre 2014 Songnim Gymnasium, Incheon Durata: 1h:10 - Spettatori: 2 600 | Corea del Sud | 3 - 0 | Hong Kong  | 25-13, 25-15, 25-11 |
| 27 settembre 2014 Songnim Gymnasium, Incheon Durata: 1h:01 - Spettatori: 1 500 | Cina          | 3 - 0 | India      | 25-11, 25-12, 25-10 |
| 27 settembre 2014 Songnim Gymnasium, Incheon Durata: 1h:01 - Spettatori: 1 400 | Thailandia    | 3 - 0 | Kazakistan | 25-10, 25-10, 25-10 |
| 27 settembre 2014 Songnim Gymnasium, Incheon Durata: 1h:18 - Spettatori: 400   | Taipei cinese | 0 - 3 | Giappone   | 21-25, 17-25, 16-25 |

#### Semifinali
| 30 settembre 2014 Ansan Sangroksu Gymnasium, Ansan Durata: 1h:46 - Spettatori: 380   | Cina          | 3 - 1 | Thailandia | 19-25, 25-23, 25-15, 25-19 |
| 30 settembre 2014 Ansan Sangroksu Gymnasium, Ansan Durata: 1h:18 - Spettatori: 1 070 | Corea del Sud | 3 - 0 | Giappone   | 25-16, 25-19, 25-16        |

#### Finale 3º posto
| 2 ottobre 2014 Ansan Sangroksu Gymnasium, Ansan Durata: 1h:21 - Spettatori: 750 | Giappone | 0 - 3 | Thailandia | 17-25, 22-25, 23-25 |

#### Finale
| 2 ottobre 2014 Songnim Gymnasium, Incheon Durata: 1h:23 - Spettatori: 3 000 | Corea del Sud | 3 - 0 | Cina | 25-20, 25-13, 25-21 |

### Finali 5º e 7º posto
|  | Semifinali    | Semifinali    | Semifinali    |               |            | Finale 5º/6º posto | Finale 5º/6º posto | Finale 5º/6º posto |  |
|  |               |               |               |               |            |                    |                    |                    |  |
|  | India         | India         | 0             |               |            |                    |                    |                    |  |
|  | India         | India         | 0             |               |            |                    |                    |                    |  |
|  | Kazakistan    | Kazakistan    | 3             |               |            |                    |                    |                    |  |
|  | Kazakistan    | Kazakistan    | 3             |               | Kazakistan | Kazakistan         | 0                  |                    |  |
|  |               |               |               |               | Kazakistan | Kazakistan         | 0                  |                    |  |
|  |               |               | Taipei cinese | Taipei cinese | 3          |                    |                    |                    |  |
|  | Hong Kong     | Hong Kong     | Taipei cinese | Taipei cinese | 3          | 0                  |                    |                    |  |
|  | Hong Kong     | Hong Kong     |               |               |            | 0                  |                    |                    |  |
|  | Taipei cinese | Taipei cinese | 3             |               |            | Finale 7º/8º posto | Finale 7º/8º posto | Finale 7º/8º posto |  |
|  | Taipei cinese | Taipei cinese | 3             |               |            |                    |                    |                    |  |
|  |               |               |               |               |            |                    |                    |                    |  |
|  |               |               |               |               |            | India              | India              | 0                  |  |
|  |               |               |               |               |            | India              | India              | 0                  |  |
|  |               |               |               |               |            | Hong Kong          | Hong Kong          | 3                  |  |

#### Semifinali
| 30 settembre 2014 Ansan Sangroksu Gymnasium, Ansan Durata: 1h:15 - Spettatori: 90  | India     | 0 - 3 | Kazakistan    | 20-25, 19-25, 20-25 |
| 30 settembre 2014 Ansan Sangroksu Gymnasium, Ansan Durata: 1h:08 - Spettatori: 210 | Hong Kong | 0 - 3 | Taipei cinese | 18-25, 14-25, 9-25  |

#### Finale 7º posto
| 2 ottobre 2014 Ansan Sangroksu Gymnasium, Ansan Durata: 1h:19 - Spettatori: 1 090 | India | 0 - 3 | Hong Kong | 16-25, 26-28, 18-25 |

#### Finale 5º posto
| 2 ottobre 2014 Ansan Sangroksu Gymnasium, Ansan Durata: 1h:14 - Spettatori: 110 | Kazakistan | 0 - 3 | Taipei cinese | 17-25, 17-25, 19-25 |

## Podio

### Campione
Formazione: 3 Lee Hyo-hee, 4 Kim Hee-jin, 5 Kim Hae-ran, 7 Lee Jae-yeong, 8 Nam Jie-youn, 9 Lee Da-yeong, 10 Kim Yeon-koung, 12 Han Song-yi, 13 Park Jeong-ah, 14 Yang Hyo-jin, 16 Bae Yoo-na, 19 Beak Mok-hwa, CT: Lee Sun-goo

### Secondo posto
Formazione: 1 Qiao Ting, 2 Yao Di, 3 Yin Na, 4 Wang Qian, 5 Ding Xia, 6 Yan Ni, 8 Zhang Changning, 9 Li Jing, 10 Zhang Xiaoya, 11 Liu Yanhan, 12 Huang Liuyan, 13 Wang Qi, CT: Xu Jiande

### Terzo posto
Formazione: 2 Piyanut Pannoy, 3 Em-orn Phanusit, 4 Thatdao Nuekjang, 5 Pleumjit Thinkaow, 6 Onuma Sittirak, 9 Khatthalee Pinsuwan, 10 Wilavan Apinyapong, 12 Tapaphaipun Chaisri, 13 Nootsara Tomkom, 15 Malika Kanthong, 17 Kaewkalaya Kamulthala, 19 Parinya Pankaew, CT: Nataphon Srisamutnak

## Classifica finale
| Pos | Squadra       |
| --- | ------------- |
|     | Corea del Sud |
|     | Cina          |
|     | Thailandia    |
| 4   | Giappone      |
| 5   | Taipei cinese |
| 6   | Kazakistan    |
| 7   | Hong Kong     |
| 8   | India         |
| 9   | Maldive       |